# Tentative de colonisation espagnole de l'Alaska

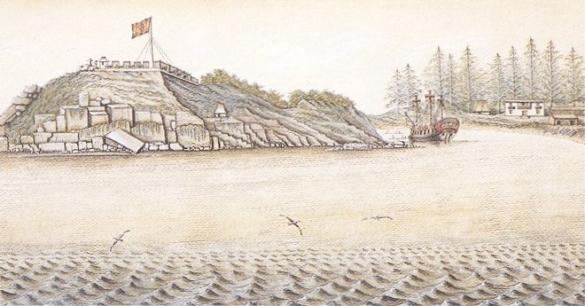
Le fort San Miguel, construit en 1790, dans la baie de Nootka.

La tentative de colonisation espagnole de l'Alaska commence en 1774 par le voyage de Juan José Pérez Hernández et s'achève en 1793. Les revendications espagnoles sur l'Alaska et la côte ouest de l'Amérique du Nord datent de la bulle pontificale de 1493, et du traité de Tordesillas. En 1513, cette demande est renforcée par l'explorateur espagnol Vasco Núñez de Balboa, premier Européen à apercevoir l'océan Pacifique, où il revendique toutes les terres jouxtant cet océan au nom de la couronne espagnole. L'Espagne ne commence à coloniser le territoire revendiqué, au nord de l'actuel Mexique, qu'au XVIIIe siècle, quand elle envoie ses premiers ressortissants peupler la côte nord de Las Californias (Californie).
Dès le milieu du XVIIIe siècle, la revendication espagnole commence à être remise en question par les Britanniques et les Russes pratiquant la traite des fourrures. Le roi Charles III d'Espagne et ses successeurs envoient un certain nombre d'expéditions vers le Canada d'aujourd'hui et l'Alaska entre 1774 et 1793, pour contrer la menace des colons russes et britanniques et renforcer la revendication espagnole.

## Voyage de Pérez en 1774
Le premier voyage est effectué par Juan José Pérez Hernández sur la frégate Santiago (alias Nueva Galicia,). Bien qu'ayant l'intention d'atteindre l'Alaska, l'expédition fait demi-tour à Haida Gwaii. Pérez et son équipage de 86 hommes sont les premiers Européens à visiter le Nord-Ouest Pacifique.

## Voyage de Heceta et Bodega y Quadra en 1775

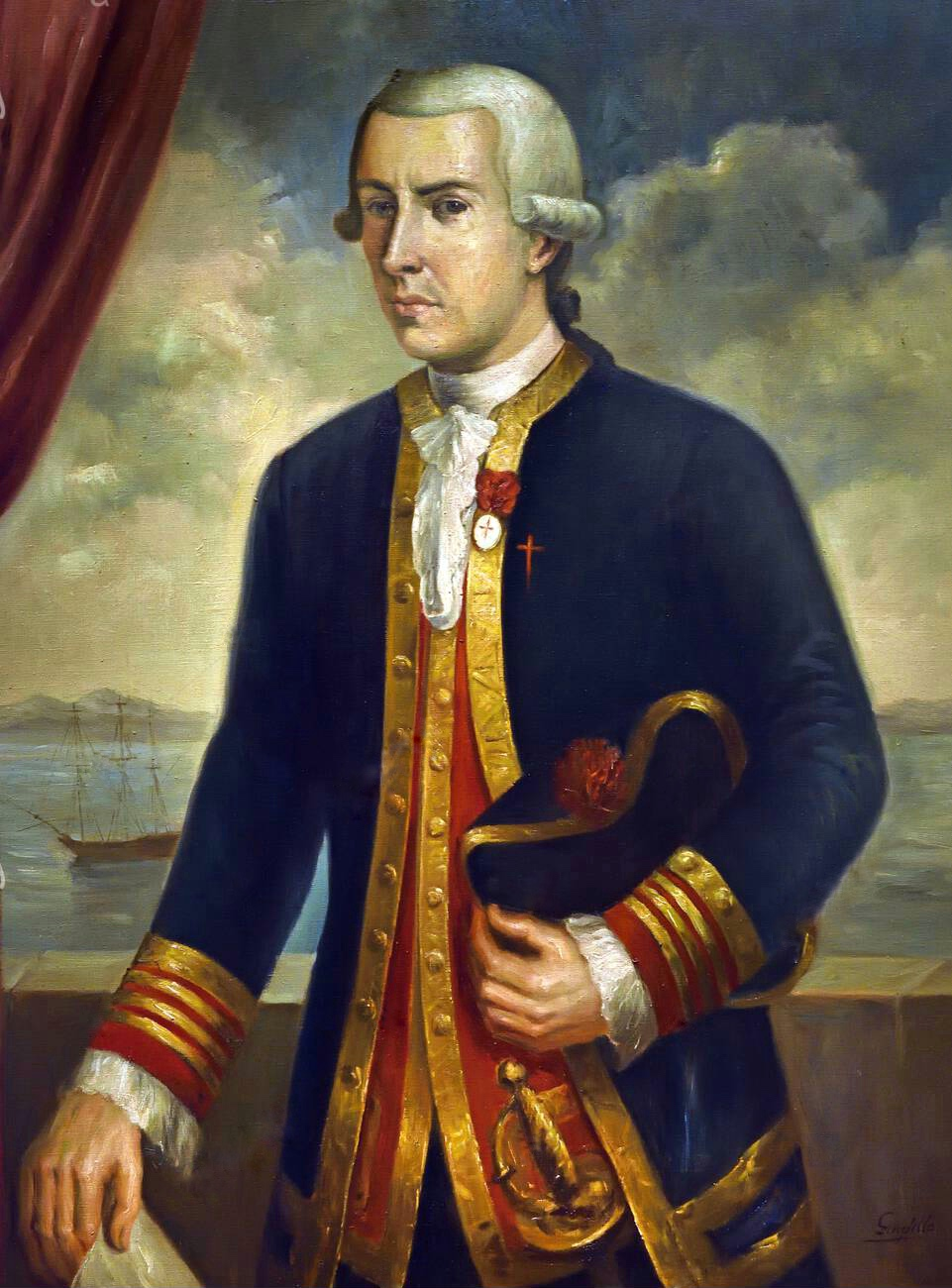
Portrait de Bodega y Quadra (vers 1785), collection du Museo Naval de Madrid.

Un second voyage emmène quatre-vingt dix hommes commandés par le lieutenant Bruno de Heceta à bord du Santiago, depuis San Blas, le 16 mars 1775, avec l'ordre de faire des revendications espagnoles claires sur toute la côte nord-ouest du Pacifique. La goélette Sonora, alias Felicidad, commandée initialement par Juan Manuel de Ayala, accompagne Heceta,. Le Sonora, avec ses 36 pieds (11 m) de long, et ses 16 membres d'équipage sont là pour effectuer les reconnaissances du littoral et la cartographie, et toucher terre aux endroits où le Santiago n'a pas pu approcher lors de son précédent voyage. De cette façon, l'expédition peut officiellement réaffirmer les revendications espagnoles sur les terres au nord de la Nouvelle-Espagne qu'il va visiter. Ayala reprend le commandement du « paquebote » San Carlos, alias Toysón de Oro, qui participe aussi à l’expédition, après que son commandant, Miguel Manrique, soit tombé malade. Heceta donne à Bogeda y Quadra le commandement du Sonora. Francisco Antonio Mourelle sert de pilote à Bodega y Quadra et tous deux se lient alors d'amitié.
Les trois navires naviguent de concert jusqu'à la baie de Monterey en Haute-Californie. La mission d'Ayala est d'explorer le détroit du Golden Gate alors que Heceta et Bodega y Quadra continuent plus au nord. Ayala et l'équipage du San Carlos deviennent ainsi les premiers Européens connus à entrer dans la baie de San Francisco. Le Santiago et le Sonora font voile ensemble jusqu'à « Punta de los Martires » (aujourd'hui pointe Grenville) ainsi nommé par Heceta qui y a subi une attaque des Indiens Quinault. Les vaisseaux se séparent dans la soirée du 29 juillet 1775. Le scorbut a tellement affaibli l'équipage du Santiago que Heceta décide de retourner à San Blas. Sur la route du sud, il découvre l'embouchure du fleuve Columbia (nommée Entrada de Hezeta sur les cartes espagnoles) entre les actuels États de l'Oregon et de Washington. Juan Pérez, le pilote de Heceta, meurt au cours de cette partie sud du voyage.
Bodega y Quadra, sur le Sonora, remonte la côte selon les ordres reçus, pour atteindre finalement la latitude de 58° nord et l'Île Nootka, le 15 août, près de l'actuelle ville de Sitka, en Alaska. Pendant son voyage de retour vers le sud Bodega y Quadra découvre et explore une partie de la baie de Bucareli (sur la côte ouest de l'actuelle Île du Prince-de-Galles) qu'il nomme « Puerto y Entrada de Bucareli », en l'honneur d'Antonio María de Bucareli y Ursúa, alors vice-roi de Nouvelle-Espagne.
Pendant le voyage de Bodega y Quadra de nombreux « actes de souveraineté » sont effectués, par exemple grâce à des noms de lieux comme Puerto y Entrada de Bucareli, Puerto de los Remedios ou encore Montaña de San Jacinto, rebaptisé mont Edgecumbe par l'explorateur britannique James Cook trois ans plus tard,.

## Voyage d'Arteaga et Bodega y Quadra en 1779

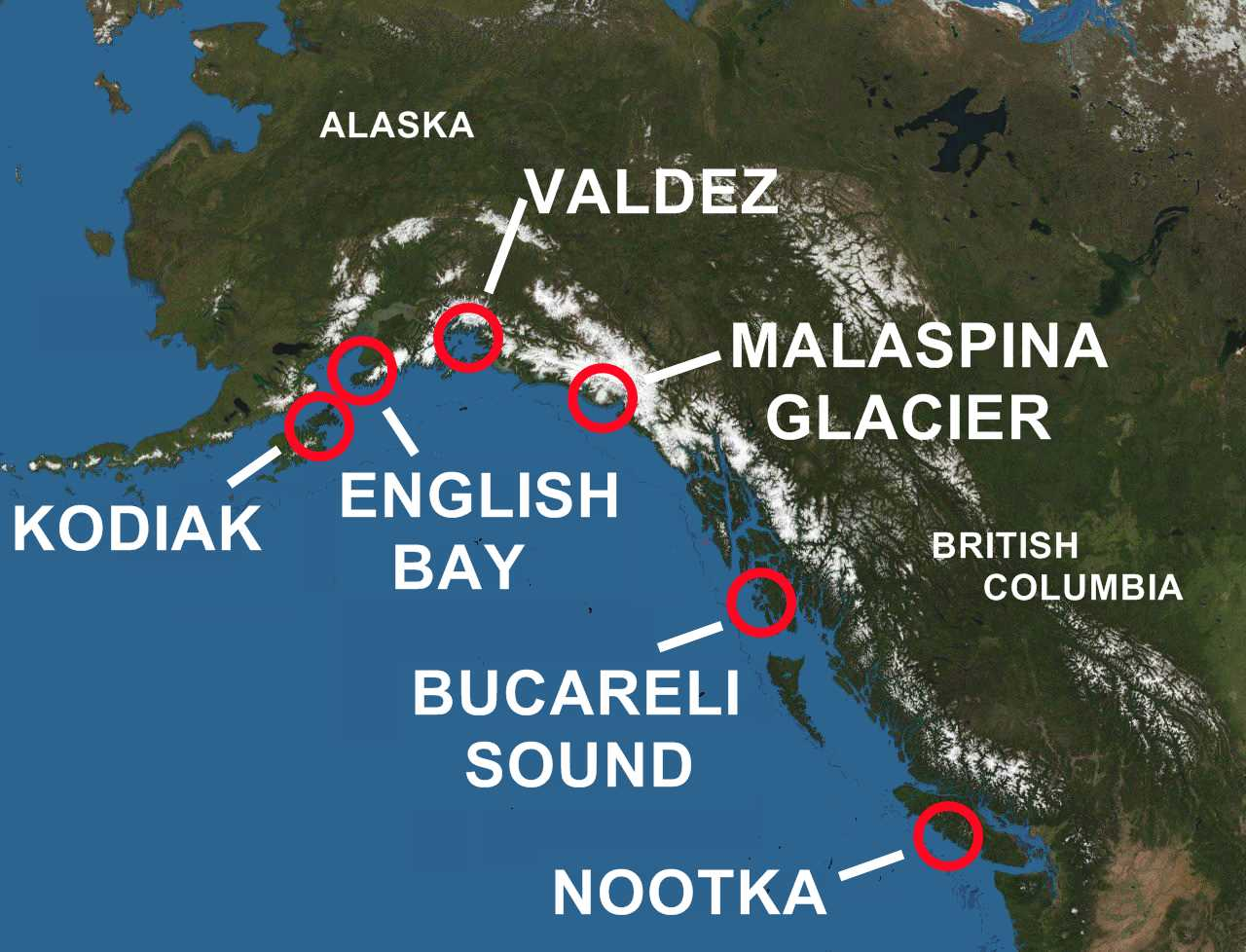
Régions d'Alaska et de Colombie Britannique explorées par l'Espagne.

Un troisième voyage est lancé en 1779. Ignacio de Arteaga commande l'expédition et l'une des deux corvettes armées, le Favorita, l'autre, le Princesa est aux ordres de Bodega y Quadra. Sur le Favorita, il y a, outre l'équipage, l'officier en second Fernando Quiros y Miranda, le chirurgien Juan Garcia, le pilote Jose Camacho et le pilote en second Juan Pantoja second y Arriaga et sur le Princesa, l'officier en second Francisco Antonio Mourelle, le chirurgien Mariano Nunez Esquivel, le pilote Jose Canizares et pilote en second Juan Bautista Aguirre. L'objectif de l'expédition est d'évaluer la pénétration russe en l'Alaska, la recherche d'un passage du Nord-Ouest et la capture de James Cook, s'ils le trouvent dans les eaux espagnoles. L'Espagne a appris vers 1778, que Cook explore la côte du nord-ouest Pacifique. En juin 1779, lors de l'expédition d'Arteaga et Bodega y Quadra, l'Espagne participe à la guerre d'indépendance des États-Unis comme alliée de la France, précipitant parallèlement une guerre anglo-espagnole, qui perdure jusqu'au Traité de Paris en 1783.
Au cours de leur voyage Arteaga et Bodega y Quadra cartographient scrupuleusement la baie de Bucareli, puis se dirigent au nord vers port Etches (en) sur l'île Hinchinbrook. Ils entrent en baie du Prince-William et atteignent la latitude de 61° nord, le point le plus septentrional des explorations espagnoles en l'Alaska. Ils explorent également le golfe de Cook et la péninsule Kenai, où une cérémonie de prise de possession est effectuée le 2 août, dans ce qui est aujourd'hui Port Chatham. À cause de l'état de santé de l'équipage d'Arteaga l'expédition retourne en Californie sans avoir trouvé les Russes, ni Cook, qui a été tué à Hawaii en février 1779.
Tout au long du voyage, l'équipage des deux navires a enduré de nombreuses épreuves, comme des pénuries alimentaires et le scorbut. Le 8 septembre, les navires se rejoignent et se dirigent vers le sud pour retourner à San Blas. Bien que les Espagnols soient discrets sur leurs explorations et leurs découvertes, le voyage de 1779 d'Arteaga et de Bodega y Quadra fait exception à la règle. La Perouse obtient une copie de leur carte, qui est publiée en 1798. Le journal de Mourelle est acheté et publié à Londres, la même année, par Daines Barrington.
Après ces trois voyages en Alaska, en cinq années, aucune autre expédition espagnole n'est lancée vers le Pacifique nord-ouest jusqu'en 1788, après le traité de Paris qui met fin à la guerre entre l'Espagne et la Grande-Bretagne. Pendant les hostilités, l'Espagne a consacré le port de San Blas au soutien de l'effort de guerre aux Philippines.

## Voyage de Martínez et Haro en 1788

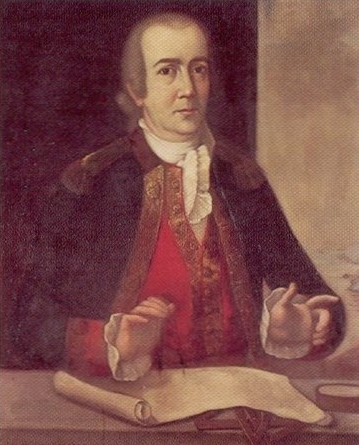
Portrait d'Esteban José Martínez Fernández y Martínez de la Sierra, Armada espagnole, vers 1785.

En mars 1788, deux navires sont envoyés au nord de San Blas pour enquêter sur l'activité russe dans la région. Esteban José Martínez, sur le Princesa, est à la tête de l'expédition, accompagné par le San Carlos sous le commandement de Gonzalo López de Haro et José María Narváez comme pilote. Les navires arrivent à la baie du Prince William en mai. Après la découverte de traces de la traite des fourrures par les Russes, les navires naviguent à l'ouest. En juin Haro atteint l'île Kodiak et apprend par les indigènes qu'un poste russe se trouve à proximité.
Le 30 juin 1788, Haro envoie Narváez à bord d'une chaloupe pour chercher le poste russe dans la baie de Three Saints. Celui-ci le découvre, devenant ainsi le premier Espagnol à prendre contact avec un important contingent de Russes en Alaska. Narváez emmène le commandant russe, Evstratii Ivanovitch Delarov (en), rencontrer Haro sur le San Carlos, puis le raccompagne au poste russe. Delarov donne à Narváez une carte russe de la côte de l'Alaska et indique les emplacements des sept postes russes, comptant près de 500 hommes. Delarov dit également à Narváez que les Russes ont l'intention d'occuper la baie de Nootka, sur la côte ouest de l'île de Vancouver.
Après cette rencontre Haro navigue à l'est et rejoint Martínez à l'île Sitkinak. En utilisant les informations de Delarov, l'expédition part vers l'île d'Unalaska, où se trouve un important poste russe, sous le commandement de Potap Kouzmitch Zaïkov. Martínez arrive le 29 juillet et Haro, le 4 août. Zaikov donne à Martínez trois cartes couvrant les îles Aléoutiennes. Il confirme également que les Russes prévoient de prendre possession de la baie Nootka l'année suivante. Zaikov explique que deux frégates russes sont déjà en route et qu'une troisième s'y trouve déjà. Il fait allusion à l'expédition de Joseph Billings, en 1789, mais en exagérant grandement sa mission,. Cette visite à Unalaska marque le point le plus occidental atteint par les expéditions espagnoles d'exploration en Alaska.
L'expédition espagnole quitte Unalaska, le 18 août 1788, pour le sud de la Californie et le Mexique. En raison d'un désaccord entre Martínez et Haro, les navires rompent le contact au bout de trois jours et naviguent séparément vers le sud. Martínez l'a autorisé, mais a ordonné à Haro de rejoindre Monterey. Cependant, au cours du voyage, Haro, avec le soutien de Narváez et des autres pilotes, déclare que son bateau n'est plus sous le commandement de Martínez. Ils naviguent seuls directement vers San Blas et y arrive le 22 octobre 1788. Martínez passe un mois à Monterey à attendre Haro. Il arrive à son tour à San Blas, en décembre et doit faire face à des accusations d'incompétence. Il regagne cependant rapidement les faveurs de ses supérieurs et est placé à la tête d'une nouvelle expédition destinée à occuper la baie de Nootka avant les Russes.

## Colonisation de la baie de Nootka en 1789

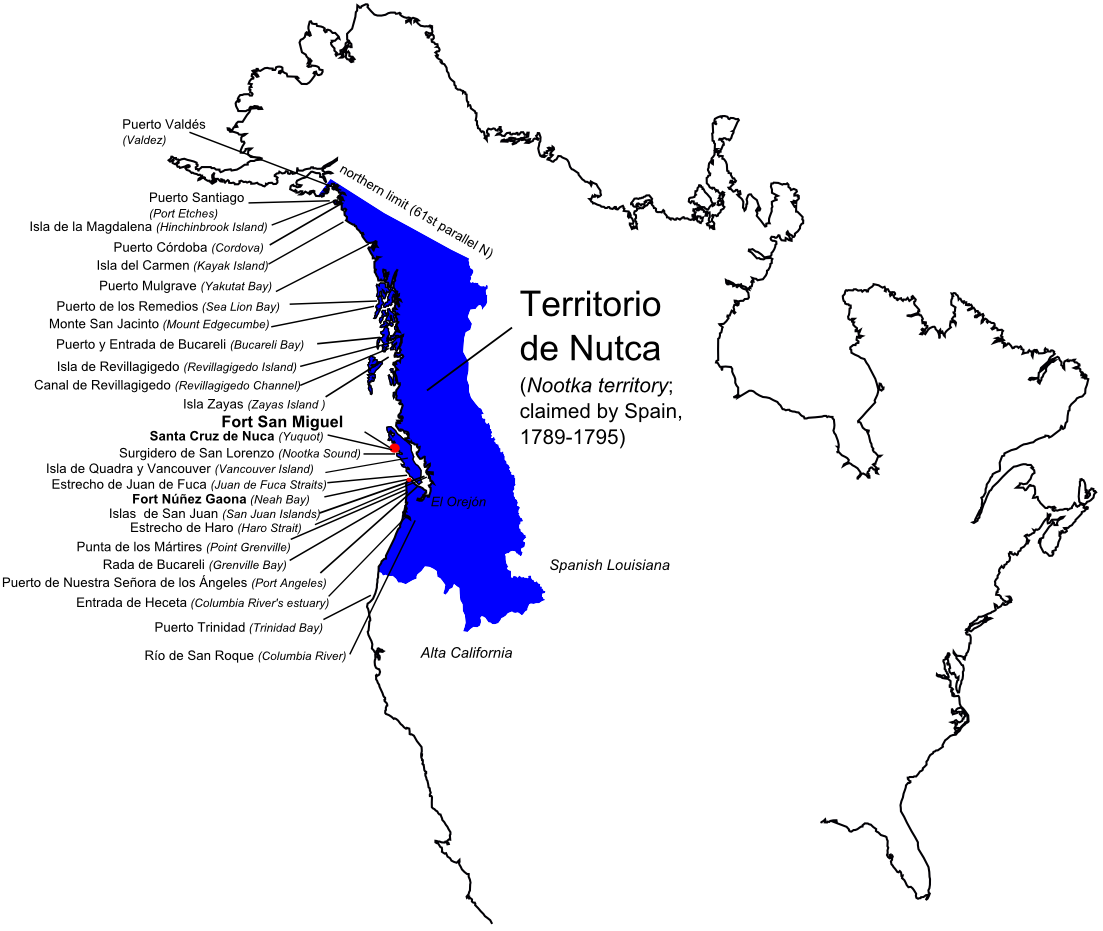
Le territoire de San Lorenzo de Nutca revendiqué par l'Espagne jusqu'au Traité d'Adams-Onís de 1819.

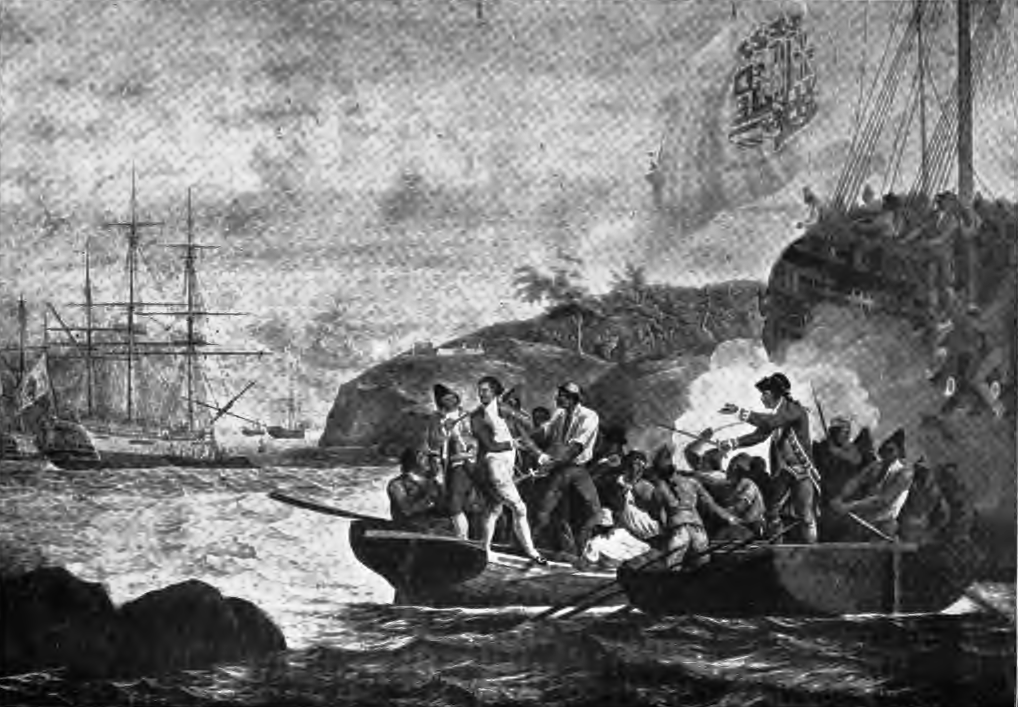
Saisie de l’Argonaut et arrestation de son capitaine, James Colnett, par Martínez le 2 juillet 1789 (début de la crise de Nootka).

Martínez et Haro reçoivent l'ordre de prendre possession de la baie de Nootka avant que les Russes ou les Britanniques ne le fassent. Pendant l'été 1789, Martínez envoie José María Narváez explorer le détroit de Juan de Fuca, sur le Santa Gertrudis la Magna (anciennement le Northwest America, un navire britannique capturé plus tôt par Martínez dans la baie de Nootka). Narváez découvre que le détroit est en fait un immense bras de mer riche de promesses pour une future exploration. La capture des navires britanniques aboutit à une crise entre Britanniques et Espagnols. Le vice-roi de Nouvelle-Espagne, Manuel Antonio Flores, ordonne à Martínez d'évacuer la Baie de Nootka à la fin de l'année 1789. Cependant, le successeur de Flores, Juan Vicente de Güemes Padilla Horcasitas y Aguayo, arrivé en octobre 1789, est bien décidé à ne pas céder aux Britanniques et ordonne une nouvelle expédition vers la baie de Nootka afin de réoccuper le territoire.
Trois navires s'y rendent, en 1790, avec à leur tête Francisco de Eliza comme commandant en chef et capitaine du Concepción, Manuel Quimper capitaine du Princesa Real (nom espagnol du navire britannique le Royal Princess, capturé par Martínez en 1789) et Salvador Fidalgo capitaine du San Carlos. La première colonie, Santa Cruz de Nuca, dans l'actuelle Colombie-Britannique, est bâtie dans la baie Nootka, ainsi que le Fort San Miguel, tenu par des soldats de la première compagnie des volontaires de Catalogne commandée par Pedro de Alberni. Une fois installé, Eliza envoie Fidalgo en exploration au nord et Quimper au sud.

### Exploration de Fidalgo en 1790
Salvador Fidalgo à bord du San Carlos explore et baptise la baie de Cordova (en) et Port Valdez dans la baie du Prince William et des actes de souveraineté sont accomplis dans les deux endroits. Fidalgo entre dans le golfe de Cook et trouve le poste russe de la compagnie Pavel Lebedev-Lastochkin à l'embouchure du fleuve Kenai. Fidalgo ne s'y arrête pas mais continue à l'ouest vers l'île Kodiak, où il relève la position du poste Shelikov. Fidalgo se rend ensuite à la colonie russe d'Alexandrovsk (aujourd'hui English Bay ou Nanwalek), au sud-ouest de l'actuel Anchorage sur la péninsule de Kenai, où, à nouveau, il revendique la souveraineté espagnole sur ces lieux.

### Exploration de Quimper en 1790
Manuel Quimper, accompagné des officiers López de Haro et Juan Carrasco, sur le Princesa Real se rendent dans le détroit de Juan de Fuca, suivant les traces de Narváez l'année précédente. Ils remontent jusqu'à l'extrême est du détroit, découvrant les îles San Juan et nombre de détroits et bras de mer, mais n'ont pas le temps de les explorer. Des vents contraires les empêchent de ramener leur petit navire à Nootka, aussi Quimper décide-t-il de rentrer à San Blas.

### Exploration de Eliza en 1791
En 1791, Francisco de Eliza reçoit l'ordre de poursuivre l'exploration du détroit de Juan de Fuca. L'expédition est composée de deux vaisseaux. Eliza commande le San Carlos, avec Pantoja comme pilote et Narváez sur le Santa Saturnina, avec Carrasco et Verdía comme pilotes. Pendant leur voyage, le détroit de Géorgie est découvert et Narváez en explore la plus grande partie. Eliza ramène le San Carlos dans la baie de Nootka, mais le Santa Saturnina, de Carrasco, ne parvient pas à rentrer à Nootka et navigue vers Monterey et San Blas. À Monterey, Carrasco rencontre Alessandro Malaspina et lui parle de la découverte du détroit de Géorgie, ce qui va conduire au voyage de Galiano et Valdés, en 1792.

## Voyage de Malaspina et Bustamante de 1789 à 1794
Le roi d'Espagne donne, à Alejandro Malaspina et José de Bustamante y Guerra, le commandement d'une expédition scientifique autour du monde, à bord de deux corvettes, le Descubierta et l’Atrevida. L'un des ordres du roi est de rechercher un possible passage du Nord-Ouest. L'expédition doit aussi chercher de l'or, des pierres précieuses et toutes colonies américaine, britanniques ou russes sur les côtes du Nord-Ouest. Arrivés en Alaska en 1791, Malaspina et Bustamante cartographient la baie du Prince William. Dans la baie de Yakutat, l'expédition entre en contact avec les Tlingits. Les scientifiques espagnols étudient la tribu, collectent des informations sur leurs mœurs, langue, économie, stratégie militaire et rites funéraires. Les artistes de l'expédition, Tomas de Suria et José Cardero, font des portraits des membres de la tribu et dessinent des scènes de la vie quotidienne. Le glacier Malaspina qui surplombe la baie de Yakutat est ainsi baptisé, en 1874, par le scientifique américain William Healey Dall, en l'honneur d'Alessandro Malaspina.

## Voyage de Galiano et Valdés en 1792
En 1792, Dionisio Alcalá Galiano, sur le Sutil, et Cayetano Valdés y Flores, sur le Mexicana, font voile de San Blas à la baie de Nootka Sound, puis font le tour de l'île de Vancouver,. Un récit, du voyage de Galiano et Valdés, est ensuite publié en Espagne et il éclipse l'expédition bien plus importante de Malaspina, qui pour des raisons politiques a été emprisonné peu après son retour.

## Voyage d'Eliza et Martínez y Zayas en 1793
En 1793, Francisco de Eliza et Juan Martínez y Zayas cartographient les côtes situées entre le détroit de Juan de Fuca et la baie de San Francisco et explorent l'embouchure du fleuve Columbia.